# Jan Rosacius Hořovský
Jan Rosacius Hořovský, psáno též Rosácyus, Rozacius, Rozácyus apod., (1581, Hořovice – srpen 1632, Pirna) byl utrakvistický kněz a spisovatel. Studoval v Berouně a Jičíně, od roku 1600 učil v Písku. V roce 1602 byl ve Wittenbergu vysvěcen na kněze. Nejprve byl farářem v Mníšku pod Brdy (1604–1610), poté se stal kazatelem v Litni (1610–1614), v roce 1614 začal kázat u sv. Mikuláše na Malé Straně v Praze. Později byl jmenován přísedícím utrakvistické konsistoře. Svými kázáními podpořil české stavovské povstání roku 1618, památné je zejména jeho burcující kázání ke stavovským představitelům na jejich sněmu, který se konal na Karlově univerzitě v květnu 1618 (vydal i literární popis této události). Po porážce povstání a odsouzení 27 jeho vůdců k smrti připravoval tyto odsouzené duchovně na smrt. Tuto zkušenost popsal v knize O protivenstvích církve české a později také ve spise Koruna neuvadlá mučedlníků božích. V lednu 1622 se rozhodl pro exil. Odešel do Saska. Při vpádu Sasů do Prahy během třicetileté války se načas vrátil na své místo u sv. Mikuláše. Později musel znovu odejít do emigrace. Vlastenecký slovník historický uvádí, že žil ještě roku 1637, Lexikon české literatury jako datum jeho smrti uvádí srpen 1632.